# Балагушкин, Евгений Геннадьевич
Евге́ний Генна́дьевич Бала́гушкин (род. 9 ноября 1931, Москва, СССР) — советский и российский религиовед, культуролог и философ религии. Исследователь нетрадиционных религий и культов. Доктор философских наук (2006), ведущий научный сотрудник сектора философии религии Института философии РАН (с 2006 года).

## Биография
Родился 9 ноября 1931 года в Москве.
В 1958 году окончил философский факультет МГУ им. М. В. Ломоносова.
В 1962 году в Институте философии АН СССР защитил диссертацию на соискание учёной степени кандидата философских наук по теме «Развитие брачно-семейных отношений в условиях социализма и в период строительства коммунизма».
С 1977 года является научным сотрудником сектора философии религии Института философии РАН, занимаясь религиоведческими вопросами. Издававшиеся в СССР его работы были выдержаны в духе «марксистско-ленинской философии», в библиотеках располагались в отделе «Научный атеизм». Ранние книги Балагушкина, такие как «Развитие брачно-семейных отношений в условиях социализма и в период строительства коммунизма» были апологией «научного атеизма» и пропагандой господствовавшей в СССР идеологии. Религиовед Иваненко, говоря об одной из работ Балагушкина, посвящённой движению «Харе Кришна», отмечает, что она очень похожа на брошюру Балагушкина «Критика идеологии и практики современного кришнаизма», изданную тридцать лет назад (то есть в советские «атеистические» времена — в 1983 году.) В качестве заключения Иваненко делает вывод о том, что «новая книга Е. Г. Балагушкина вносит свой вклад в усиление нетерпимости и подозрительности к новым для нашей страны религиям».

## Научный вклад
В 2006 году в Институте философии РАН защитил диссертацию на соискание учёной степени доктора философских наук по теме «Нетрадиционные религии в современной России (системно-аналитический подход)» (специальность 09.00.13 — «Религиоведение, философская антропология, философия культуры»). Официальные оппоненты — доктор философских наук, доктор филологических наук, профессор П. С. Гуревич, доктор философских наук, профессор И. Я. Кантеров, доктор философских наук, профессор Ф. Г. Овсиенко. Ведущая организация — Исследовательский центр «Религия в современном обществе» при Институте социологии РАН.
Получил известность за разработку «нового теоретико-методологического подхода к изучению нетрадиционных религий», морфологической типологии новых религиозных движений, критику «редукционизма в понимании религии и построении морфологической теории религии». Разработал ряд новых религиоведческих концепций: «Метаморфы сакральной веры (типология религиозной метафизики)», «Архетипы сакрального сознания и деятельности», «Тройственная позиционная типология религий».

## Семья
- Сын — Игорь Евгеньевич Балагушкин (род. 22 июля 1959 г.);
- Дочь — Наталья Евгеньевна Жураковская (Балагушкина) (род. 10 марта 1962 г.);
- Сын — Юрий Евгеньевич Балагушкин (род. 19 марта 1979 г.), аспирант Сектора истории антропологических учений Института философии РАН.[4].

## Отзывы

### Положительные
В 1999 году религиовед А. В. Саввин говоря о том, что «только в последнее время проблема исследования сатанизма в отечественном религиоведении приобрела реальное научное звучание», отмечает, Балагушкина среди тех российских учёных, кто обращался «к изучению сект оккультно-мистической и сатанинской направленности».

### Критические
В 2002 году один из идеологов православного антисектантского движения, доктор философии по истории, кандидат богословия, профессор ПСТГУ, председатель Экспертного совета по проведению государственной религиоведческой экспертизы при Министерстве юстиции Российской Федерации Александр Дворкин утверждает в своей книге «Сектоведение. Тоталитарные секты», что Е. Г. Балагушкин, С. И. Иваненко и Н. С. Гордиенко принадлежат к «клану сектозащитников», который, по мнению Дворкина, «почти поголовно происходит из профессиональных „антирелигиозников“ — пропагандистов „научного“ атеизма».
В 2011 году кандидат исторических наук А. С. Фетисов, выделяя два подхода анализа развития религиозной обстановки в России — представителей «самих религиозных организаций (в основном православных), озабоченных судьбой своих конфессий» и вторую группу в которую входят представители «академической науки, исследователи», ставит Балагушкина в один ряд с «типичными авторами первого направления».
В 2014 году религиовед С. И. Иваненко рассматривая в статье интернет-издания «Религио-полис» монографию Балагушкина «Живительный эликсир или опиум прокаженного? Нетрадиционные религии, секты и культы в современной России» (2014), которого он называет «маститый религиовед», отмечает, что книгу нельзя охарактеризовать как научную работу. Иваненко указывает, что в монографии «нет ни одной ссылки на источники, публикации, архивные материалы. Вместо этого — поток воспоминаний и личных впечатлений». Рассматривая достоверность сведений монографии, Иваненко высказывает мнение, что «новые „факты“, о которых пишет автор, не являются достоверными». В качестве одного из примеров недостоверности Иваненко приводит в пример отрывок об ученике Прабхупады Пиняеве, в котором «соответствует действительности только то, что вайшнавы не употребляют алкоголь. Все остальное — неверно». Иваненко также указывает, что Балагушкин в данной монографии пытается сформулировать отличие традиционных религий от нетрадиционных следующим образом: «Несомненно, — утверждает автор, — эти новые религиозно-мистические иллюзии — все тот же духовный наркотик… Если религия, как говорил Маркс, — это опиум народа… есть все основания считать, что старые религии несколько ослабли в своем наркотическом воздействии, зато новые предлагают верующим религиозный опиум особой крепости и силы». Далее Иваненко отмечает: 

Этот вывод мог бы представлять интерес в годы «перестройки», когда и лучшие, и посредственные «бойцы идеологического фронта» стремились приспособить марксизм-ленинизм к меняющимся реалиям. Иначе осмыслить в марксистских категориях сущность религии, обосновать (с позиций коммунистической идеологии), что с традиционными религиями можно и нужно вступить в диалог и развивать сотрудничество. А с новыми религиями — вести непримиримую борьбу. <…>Книга Е. Г. Балагушкина — своего рода «призрак коммунизма» эпохи перестройки, который появился на полках книжных магазинов на рубеже 2013 и 2014 года.

Рассматривая раздел книги Балагушкина «Мёртвые при жизни: кришнаитская отстранённость от реального мира», Иваненко также отмечает, что он очень похож на брошюру Балагушкина «Критика идеологии и практики современного кришнаизма», изданную тридцать лет назад. В качестве заключения Иваненко делает вывод о том, что «новая книга Е. Г. Балагушкина вносит свой вклад в усиление нетерпимости и подозрительности к новым для нашей страны религиям».

## Научные труды

### Диссертации
- Балагушкин Е. Г. Развитие брачно-семейных отношений в условиях социализма и в период строительства коммунизма : Автореферат дис. на соискание учен. степени кандидата филос. наук / Ин-т философии Акад. наук СССР. Сектор ист. материализма. Москва, 1962. 26 с.
- Балагушкин Е. Г. Нетрадиционные религии в современной России : системно-аналитический подход / Диссертация ... доктора философских наук :. — М.: ИФ РАН, 2006. — 350 с.

### Монографии
- Балагушкин Е. Г. Социалистическая семья и динамика её развития: (Роль семьи в социалистическом обществе, брачная-семейная структура населения СССР) / Моск. гор. организация о-ва "Знание" РСФСР. — М.: Знание, 1966. — 27 с. — (В помощь лектору).
- Балагушкин Е. Г. Социальная сущность семьи. — М.: Знание, 1969. — 48 с. — (Новое в жизни, науке, технике. Научный коммунизм; № 7).
- Балагушкин Е. Г., Карпиков В. Г. Некоторые проблемы нравственного развития советской семьи / Орлов. обл. организация о-ва "Знание" РСФСР. — Орёл: Знание, 1971. — 19 с.
- Хашимов А. Х., Балагушкин Е. Г. Сущность и нравственная основа семьи. — Душанбе: Изд-во Ирфон, 1974. — 226 с.
- Балагушкин Е. Г., Ковалёва M. М. Воспитательная работа в студенческом общежитии. — М.: Изд-во МГУ, 1979. — 55 с.
- Балагушкин Е. Г. Нетрадиционные религии в капиталистических странах Запада и их влияние на молодёжь / МГУ им. М. В. Ломоносова, Пробл. н.-и. лаб. ком. воспитания молодёжи. — М.: Изд-во МГУ, 1980. — 103 с.
- Балагушкин Е. Г. Критика идеологии и практики современного кришнаизма. — М.: Знание, 1984. — 64 с.
- Балагушкин Е. Г. Критика современных нетрадиционных религий (истоки, сущность, влияние на молодёжь Запада). — М.: Изд-во МГУ, 1986. — 286 с. — 12 300 экз.
- Балагушкин Е. Г., Квасникова С. М. Новые религиозные движения и секты. Учебно-методическая разработка лекции. — М., 1993.
- Балагушкин Е. Г. Нетрадиционные религии в современной России. Ч. 1. — М.: ИФ РАН, 1999. — 245 с. — 500 экз. — ISBN 5-201-02012-7.
- Балагушкин Е. Г. Дискурсы эзотерики (философский анализ) / Отв. ред. Л. В. Фесенкова . — М.: Эдиториал УРСС, 2001. — С. 220—227. — 240 с. — ISBN 5-8360-0302-5.
- Балагушкин Е. Г. Нетрадиционные религии в современной России. Ч. 2. — М.: ИФ РАН, 2002. — 248 с. — 500 экз. — ISBN 5-201-02094-1.
- Балагушкин Е. Г. Проблемы морфологического анализа религий. — М.: ИФ РАН, 2003. — 218 с. — 500 экз. — ISBN 5-201-02140-9.
- Балагушкин Е. Г. Мистицизм в современной России: Теория. Основные представители. — М.: Либроком, 2013. — 232 с. — (Рационалистический подход к явлению «религия»). — ISBN 978-5-397-03665-8.
- Балагушкин Е. Г. Новые религиозные движения России: структурно-функциональный и семантический анализ. — М.: Palmarium Academic Publishing, 2013. — 488 с. — ISBN 978-3-659-98263-7. Архивировано 22 марта 2016 года.
- Балагушкин Е. Г. Живительный эликсир или опиум прокаженного? Нетрадиционные религии, секты и культы в современной России. — М.: Ленанд, 2014. — 256 с. — (Рационалистический подход к явлению «религия»).
- Балагушкин Е. Г. Религиозные искания и социальный протест (вторая половина XX века): Очерки марксистского религиоведения. Нетрадиционные религии и молодёжное движение протеста. Аспекты изучения новых религиозных движений. — М.: Ленанд, 2016. — 320 с. — (Рационалистический подход к явлению «религия»). — ISBN 978-5-9710-0881-1.

### Энциклопедии и словари
Религии народов современной России
- Балагушкин Е. Г. Аум синрикё // Религии народов современной России: Словарь / М. П. Мчедлов (отв. ред.), Аверьянов Ю. И., Басилов В. Н. и др. / 2-е изд., испр. и доп.. — М.: Республика, 2002. — С. 33—36. — 624 с. — 4000 экз. — ISBN 5-250-01818-1.
- Балагушкин Е. Г. Ивановцы // Религии народов современной России: Словарь / М. П. Мчедлов (отв. ред.), Аверьянов Ю. И., Басилов В. Н. и др. / 2-е изд., испр. и доп.. — М.: Республика, 2002. — С. 108—109. — 624 с. — 4000 экз. — ISBN 5-250-01818-1.
- Балагушкин Е. Г. Новые религиозные правые // Религии народов современной России: Словарь / М. П. Мчедлов (отв. ред.), Аверьянов Ю. И., Басилов В. Н. и др. / 2-е изд., испр. и доп.. — М.: Республика, 2002. — С. 305—306. — 624 с. — 4000 экз. — ISBN 5-250-01818-1.
- Балагушкин Е. Г. Общество сознания Кришны (кришнаиты, вайшнавы) // Религии народов современной России: Словарь / М. П. Мчедлов (отв. ред.), Аверьянов Ю. И., Басилов В. Н. и др. / 2-е изд., испр. и доп.. — М.: Республика, 2002. — С. 314—316. — 624 с. — 4000 экз. — ISBN 5-250-01818-1.

Религиоведение. Энциклопедический словарь
- Балагушкин Е. Г., Гуща И. А. Буддизма тибетского школы // Религиоведение: Энциклопедический словарь / Под ред. А. П. Забияко, А. Н. Красикова, Е. С. Элбакян. — М.: Академический проект, 2006. — С. 147—150. — 1256 с. — ISBN 5-8291-0756-2.
- Балагушкин Е. Г. Ваджраяна // Религиоведение: Энциклопедический словарь / Под ред. А. П. Забияко, А. Н. Красикова, Е. С. Элбакян. — М.: Академический проект, 2006. — 1256 с. — ISBN 5-8291-0756-2.
- Балагушкин Е. Г. Гражданская религия // Религиоведение: Энциклопедический словарь / Под ред. А. П. Забияко, А. Н. Красикова, Е. С. Элбакян. — М.: Академический проект, 2006. — 1256 с. — ISBN 5-8291-0756-2.
- Балагушкин Е. Г., Гуща И. А. Дзог-чэн // Религиоведение: Энциклопедический словарь / Под ред. А. П. Забияко, А. Н. Красикова, Е. С. Элбакян. — М.: Академический проект, 2006. — 1256 с. — ISBN 5-8291-0756-2.
- Балагушкин Е. Г. Ивановцы // Религиоведение: Энциклопедический словарь / Под ред. А. П. Забияко, А. Н. Красикова, Е. С. Элбакян. — М.: Академический проект, 2006. — 1256 с. — ISBN 5-8291-0756-2.
- Балагушкин Е. Г. Мандала // Религиоведение: Энциклопедический словарь / Под ред. А. П. Забияко, А. Н. Красикова, Е. С. Элбакян. — М.: Академический проект, 2006. — 1256 с. — ISBN 5-8291-0756-2.
- Балагушкин Е. Г. Мехер Баба // Религиоведение: Энциклопедический словарь / Под ред. А. П. Забияко, А. Н. Красикова, Е. С. Элбакян. — М.: Академический проект, 2006. — 1256 с. — ISBN 5-8291-0756-2.
- Балагушкин Е. Г. Сатанизм // Религиоведение: Энциклопедический словарь / Под ред. А. П. Забияко, А. Н. Красикова, Е. С. Элбакян. — М.: Академический проект, 2006. — 1256 с. — ISBN 5-8291-0756-2.
- Балагушкин Е. Г. Фалуньгун // Религиоведение: Энциклопедический словарь / Под ред. А. П. Забияко, А. Н. Красикова, Е. С. Элбакян. — М.: Академический проект, 2006. — 1256 с. — ISBN 5-8291-0756-2.
- Балагушкин Е. Г., Гуща И. А. Шамбала // Религиоведение: Энциклопедический словарь / Под ред. А. П. Забияко, А. Н. Красикова, Е. С. Элбакян. — М.: Академический проект, 2006. — 1256 с. — ISBN 5-8291-0756-2.

Культурология. Век ХХ. Энциклопедия
- Балагушкин Е. Г. Антикультовое движение // Культурология. Энциклопедия. В 2-х т. / Гл. ред. и авт. проекта С. Я. Левит. — М.: «Российская политическая энциклопедия» (РОССПЭН), 2007. — Т. 1. — С. 83—84. — 1392 с. — (Summa culturologiae). — ISBN 978-5-8243-0838-9, ISBN 978-5-8243-0840-2.
- Балагушкин Е. Г. Белл Д. // Культурология. Энциклопедия. В 2-х т. / Гл. ред. и авт. проекта С. Я. Левит. — М.: «Российская политическая энциклопедия» (РОССПЭН), 2007. — Т. 1. — С. 169—170. — 1392 с. — (Summa culturologiae). — ISBN 978-5-8243-0838-9, ISBN 978-5-8243-0840-2.
- Балагушкин Е. Г. Бхактиведанта Ш. П. // Культурология. Энциклопедия. В 2-х т. / Гл. ред. и авт. проекта С. Я. Левит. — М.: «Российская политическая энциклопедия» (РОССПЭН), 2007. — Т. 1. — С. 286—288. — 1392 с. — (Summa culturologiae). — ISBN 978-5-8243-0838-9, ISBN 978-5-8243-0840-2.
- Балагушкин Е. Г. Гартман Н. // Культурология. Энциклопедия. В 2-х т. / Гл. ред. и авт. проекта С. Я. Левит. — М.: «Российская политическая энциклопедия» (РОССПЭН), 2007. — Т. 1. — С. 416—417. — 1392 с. — (Summa culturologiae). — ISBN 978-5-8243-0838-9, ISBN 978-5-8243-0840-2.
- Балагушкин Е. Г. Леви-Брюль Л. // Культурология. Энциклопедия. В 2-х т. / Гл. ред. и авт. проекта С. Я. Левит. — М.: «Российская политическая энциклопедия» (РОССПЭН), 2007. — Т. 1. — С. 1124—1125. — 1392 с. — (Summa culturologiae). — ISBN 978-5-8243-0838-9, ISBN 978-5-8243-0840-2.
- Балагушкин Е. Г. Леви-Строс К. // Культурология. Энциклопедия. В 2-х т. / Гл. ред. и авт. проекта С. Я. Левит. — М.: «Российская политическая энциклопедия» (РОССПЭН), 2007. — Т. 1. — С. 1127—1133. — 1392 с. — (Summa culturologiae). — ISBN 978-5-8243-0838-9, ISBN 978-5-8243-0840-2.
- Балагушкин Е. Г. Религия и культура // Культурология. Энциклопедия. В 2-х т. / Гл. ред. и авт. проекта С. Я. Левит. — М.: «Российская политическая энциклопедия» (РОССПЭН), 2007. — Т. 2. — С. 356—357. — 1184 с. — (Summa culturologiae). — ISBN 978-5-8243-0838-9, ISBN 978-5-8243-0840-6.
- Балагушкин Е. Г. Тоффлер Э. // Культурология. Энциклопедия. В 2-х т. / Гл. ред. и авт. проекта С. Я. Левит. — М.: «Российская политическая энциклопедия» (РОССПЭН), 2007. — Т. 2. — С. 717—719. — 1184 с. — (Summa culturologiae). — ISBN 978-5-8243-0838-9, ISBN 978-5-8243-0840-2.
- Балагушкин Е. Г. Уайтхед А. Н. // Культурология. Энциклопедия. В 2-х т. / Гл. ред. и авт. проекта С. Я. Левит. — М.: «Российская политическая энциклопедия» (РОССПЭН), 2007. — Т. 2. — С. 754—755. — 1184 с. — (Summa culturologiae). — ISBN 978-5-8243-0838-9, ISBN 978-5-8243-0840-6.
- Балагушкин Е. Г. Швейцер А. // Культурология. Энциклопедия. В 2-х т. / Гл. ред. и авт. проекта С. Я. Левит. — М.: «Российская политическая энциклопедия» (РОССПЭН), 2007. — Т. 2. — С. 966—967. — 1184 с. — (Summa culturologiae). — ISBN 978-5-8243-0838-9, ISBN 978-5-8243-0840-6.

Энциклопедия религий
- Балагушкин Е. Г. Ивановцы // Энциклопедия религий. — М.: Академический проект, 2008. — С. 474—476. — 1520 с. — ISBN 978-5-8291-1084-0.

Новая философская энциклопедия
- Балагушкин Е. Г. Неоязычество // Новая философская энциклопедия / Ин-т философии РАН; Нац. обществ.-науч. фонд; Предс. научно-ред. совета В. С. Стёпин, заместители предс.: А. А. Гусейнов, Г. Ю. Семигин, уч. секр. А. П. Огурцов. — 2-е изд., испр. и допол. — М.: Мысль, 2010. — ISBN 978-5-244-01115-9.

### Статьи
- Балагушкин Е. Г. Даосско-буддийская традиция в буржуазной контркультуре и её роль в молодёжном движении протеста // Место религии в идейно-политической борьбе развивающихся стран. — М.: Наука, 1978.
- Балагушкин Е. Г. Влияние фрейдизма и теорий сексуальной революции на нравственное сознание молодёжи Запада // Молодёжь, НТР, капитализм / Под ред. В. С. Липецкого. — М.: Изд-во Москов. ун-та, 1979. — 288 с. — 7450 экз.
- Балагушкин Е. Г. Неоориентализм: религиозно-мистические культы и идейные искания Запада // Вопросы научного атеизма. — 1985. — Вып. 32.
- Балагушкин Е. Г. Ананда Марг: мистика и реальность // Молодёжь, религия, атеизм. Вып.3 / сост. В. А. Алексеев. — М.: Молодая гвардия, 1986. — 216 с.
- Балагушкин Е. Г. Социально-политическая активность современных религиозно-мистических культов и организаций // Вопросы научного атеизма. Вып. 38. Мистицизм: проблемы анализа и критики / Редкол. В. И. Гараджа (отв. ред.) и др.; Акад. обществ. наук ЦК КПСС. Ин-т научного атеизма. — М.: Мысль, 1989. — С. 269—295. — 335 с. — 22 765 экз. — ISBN 0321-0847.
- Балагушкин Е. Г. Структуры религиозной деятельности (к определению понятий «церковь», «секта», «культ», «богоискательство») // Вопросы научного атеизма. Вып. 39 / Редкол. В. И. Гараджа (отв. ред.) и др.; Акад. обществ. наук ЦК КПСС. Ин-т научного атеизма. — М.: Мысль, 1989. — С. 64—85. — 335 с. — 18 870 экз.
- Балагушкин Е. Г. Религиозно-мистические влияния в молодёжной контркультуре // Контркультура и социальные трансформации. — М.: ИФ АН СССР, 1990.
- Балагушкин Е. Г. Современные религиозно-мистические культы и молодёжь // Будущее религии: проблемы и перспективы. Ч. 1. — М.: ИФ АН СССР, 1991.
- Балагушкин Е. Г. Типология новой религиозности // Динамика культурных и социальных связей. — М.: ИФ РАН, 1992.
- Балагушкин Е. Г. Религия как социокультурое явление // Введение в культурологию. Курс лекций. — М.: МГИК, 1993.
- Балагушкин Е. Г. К вопросу о „тоталитарных сектах“ в современной России // Государство, религия, церковь в России и за рубежом. — М.: РАГС, 1994.
- Балагушкин Е. Г. Новые религиозные правые" в современной России // Религия и политика в посткоммунистической России. — М., 1994.
- Балагушкин Е. Г. Морфологические характеристики сопряжения религии и культуры // Культура и религия: линии сопряжения. — М.: РАГС, 1994.
- Балагушкин Е. Г. Синергетические предпосылки морфологической теории религий // Логика, методология, философия науки. — М.: Обнинск, 1995. — Т. VII.
- Балагушкин Е. Г. Есть ли место нетрадиционным религиям в системе религиозного плюрализма? // Государство, религия, церковь в России и за рубежом. — М.: РАГС, 1995. — № 5.
- Балагушкин Е. Г. Новые религии как социокультурный и идеологический феномен // Общественные науки и современность. — 1996. — № 2. — С. 90—100.
- Балагушкин Е. Г. Сущность и морфология религий // Современная картина мира. Формирование новой парадигмы. — М.: Институт микроэкономики, 1997.
- Балагушкин Е. Г. Новые религиозные движения в современной России // Полигнозис. — 1998. — № 2.
- Балагушкин Е. Г. Эзотерика в новых религиозных движениях // Дискурсы эзотерики. Философский анализ. — М.: УРСС, 2001.
- Балагушкин Е. Г., Шохин В. К. Религиозный плюрализм в современной России: новые религиозные движения на постсоветском этапе // Мир России. — 2006. — Т. 15, № 2. — С. 62—78.
- Балагушкин Е. Г. Сущность и структурное разнообразие мистики // Религиоведение. — 2010. — № 2. — С. 102—113. — ISSN 2072-8662. Архивировано из оригинала 1 августа 2014 года.
- Балагушкин Е. Г. Исследование религиозных новообразований // Лев Николаевич Митрохин / под ред. А. И. Кырлежева. — М.: Российская политическая энциклопедия (РОССПЭН), 2010. — С. 172–215. — 367 с. — (Философия России второй половины XX в.).
- Балагушкин Е. Г., Шохин В. К. Межрелигиозный диалог и межрелигиозные отношения в российском социокультурном пространстве // Россия в диалоге культур / отв. ред. А. А. Гусейнов, А. В. Смирнов, Б. О. Николаичев. — М.: Наука, 2010. — С. 405—431. — 432 с. — 800 экз. — ISBN 978-5-02-037096-8.

### Переводы
- Адлер А. Знание людей // Психология и психотехника. — 2011. — № 1. — С. 25–33.
- Адлер А. Знание людей // Психология и психотехника. — 2011. — № 2. — С. 29—37.
- Адлер А. Знание людей // Психология и психотехника. — 2011. — № 3. — С. 8–19.
- Адлер А. Знание людей // Психология и психотехника. — 2011. — № 4. — С. 17–33.
- Бубер М. Место хасидизма в истории религий // Бубер М. Хасидские предания: Первые наставники. — М.: Республика, 1997.
- Бубер М. Дополнительные замечания к изображению хасидизма // Бубер М. Хасидские предания: Первые наставники. — М.: Республика, 1997.
- Кокс Х. Обителей много». Встреча христианства с другими верованиями // Философия человека: традиции и современность. Реферативный сборник. — М., 1992. — Вып. 3.
- Тиллих П. Значение истории религий для теолога-систематика // Тиллих П. Избранное. Теология культуры. — М.: Юрист, 1995. — С. 442–454. (совместно с О. В. Боровой))
- Фромм Э. Догмат о Христе (Глава IV. Трансформация христианства и догмат единосущности // Фромм Э. Вы будете как боги. — М.: АСТ, 2013.
- Фуртмюллер К. Альфред Адлер: биографический очерк // Психология и психотехника. — 2011. — № 2. — С. 14–28.

## Публицистика
- Балагушкин Е. Г. „Атомарные“ религиозные системы и „радиационные потоки“ богоискателей // Параплюс. — 1996. — № 3.